# كاروبون (سيرري)
خاروبو (Χαροπόν) هي قرية منخفضة في مقدونيا الوسطى في مقاطعة سيريس وتقع على ارتفاع 140 مترًا.  تقع على بعد 4.5 كم شمال شرق سيديروكاسترو و 30 شمال شرق سيرس. وهي تنتمي إلى وحدة سيديرو كاسترو البلدية التابعة لبلدية سينتيكي، ويبلغ عدد سكانها 1,042 نسمة وفقًا لتعداد عام 2011. 